# Humboe
Humboe (Humboi) ist ein osttimoresischer Suco im Verwaltungsamt Ermera (Gemeinde Ermera).

## Geographie
Vor der Gebietsreform 2015 hatte Humboe eine Fläche von 5,67 km². Nun sind es 6,12 km². Der Suco liegt im Osten des Verwaltungsamts Ermera. Nördlich liegt der Suco Riheu, nordwestlich der Suco Mertuto, südwestlich der Suco Leguimea, südöstlich der Suco Estado und östlich der Suco Lauala.
Durch Humboe führen die Überlandstraßen, die die Gemeindehauptstadt Gleno mit den Orten Ermera und Atsabe verbindet. In Humboe liegen die Dörfer Poeana (Pocana), Manuhei (Mamuhei), Borohei (Borhei) und Hatali. In Borohei befindet sich die Grundschule Escola Primaria No. 128 Humboe.
Im Suco befinden sich die vier Aldeias Borohei, Dirlau, Hatali und Poeana.

## Einwohner

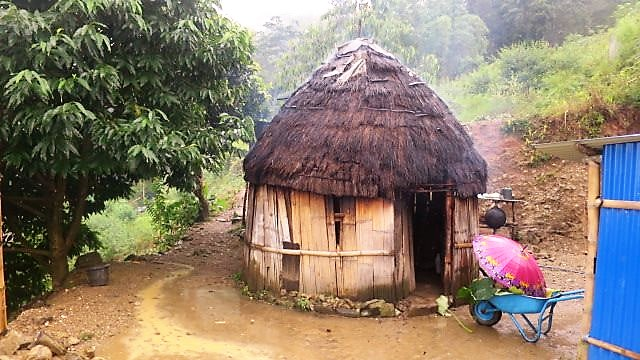
Hütte in Humboe

Im Suco leben 1.636 Einwohner (2022), davon sind 853 Männer und 783 Frauen. Im Suco gibt es 383 Haushalte. Fast 84 % der Einwohner geben Tetum Prasa als ihre Muttersprache an. Über 16 % sprechen Mambai.

## Geschichte

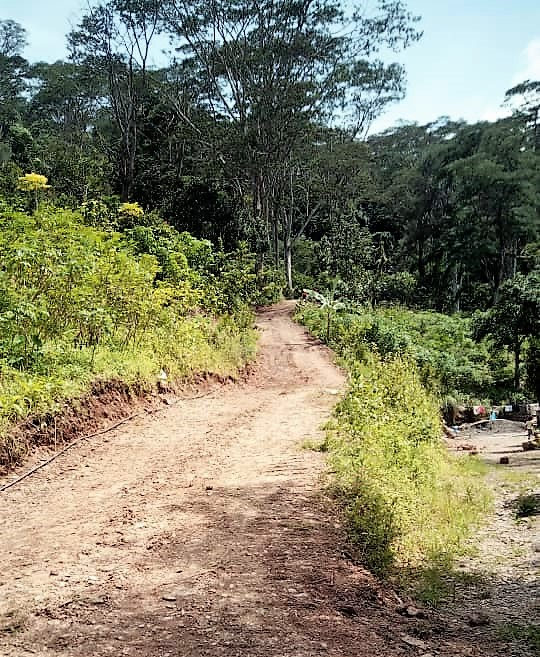
In Borohei

In Borohei befand Ende 1979 sich ein Internierungslager für osttimoresische Zivilisten (Transit Camp), die zur besseren Bekämpfung der FALINTIL von den indonesischen Besatzern umgesiedelt werden sollten.

## Politik
Bei den Wahlen von 2004/2005 wurde Pedro Salsinha Exposto zum Chefe de Suco gewählt und 2009 in seinem Amt bestätigt. Die Wahlen 2016 gewann Calisto M. Dos Santos.